# أبو الريش بحري
قرية أبو الريش بحري هي إحدى القرى التابعة لمركز أسوان في محافظة أسوان في جمهورية مصر العربية.